# 港鐵大圍車廠
港鐵大圍車廠（英語：MTR Tai Wai Depot，前稱大圍維修中心），是港鐵其中一間車廠，位於香港新界沙田區大圍站與顯徑站中間，即大圍站東南面（名城基座），由金門建築承建，於2003年9月啟用。此車廠每日24小時運作，與港鐵八鄉車廠共同為屯馬綫的列車提供維修服務。而本廠在2007-09年的九龍南綫工程中，亦為擴編成西鐵綫七卡列車（已於2016年再次擴編至八卡）的兩列原馬鞍山綫SP1950列車，進行最後階段噴漆及測試工作，以及提供臨時泊位。

## 設施
車廠由九廣鐵路公司興建及擁有。兩鐵合併後，根據合併協議，九廣鐵路公司保留其產權，並租借予港鐵公司營運。本廠採取「運用庫與檢修庫分置」設計，泊位及維修區軌道建於同一個基座，但不直接貫穿。

### 車廠大樓
大樓位於車廠及名城車輛出入口側，設有3層，其中兩層為港鐵學院屬下的「大圍訓練中心」，用作訓練架空電纜維修人員、屯馬綫車長及兼職站務人員；而2樓則為職員餐廳。

### 泊位
此車廠共有15個泊位，其中主要泊位位於名城第三期1-5座下方位置，分為五組共11條軌道，除最西北及東南面一組軌道只有一個泊位，其餘每組均有三個泊位，可停泊共80個列車車卡（共十抽八卡列車）。而建築物內另有4個維修車坑。室內靠近車公廟路方向的兩個維修車坑除了可供停放列車之外，也可讓維修人員進行有限度的維修工作。此位置設有可伸縮架空電纜，而地面位置刻意降低，路軌則維持原有水平，讓維修人員可前往車底進行維修工作之餘，亦能為正在維修的列車提供電力。

### 維修大樓
位於名城第二期基座的維修大樓設有四個維修軌道（兩個軌道為一組），可讓維修人員進行大部分維修工作。部分位於車頂的組件可用重型吊機吊往地面進行維修。
值得一提的是，維修車坑上方的架空電纜採用伸縮式設計，使需要進行定修的列車能自行進出維修大樓，同時不阻礙吊機運作。

### 車廠管理中心
車廠管理中心負責協調車廠內的運作，譬如安排列車進出、進行維修或清洗，及處理列車故障或路軌上的突發事故。由於地位重要，車廠管理中心及車廠同樣是「全年無休」，24小時運作。

### 列車清洗機及顯徑站越位軌道
此車廠的列車清洗機位於車廠最南面，部分輔助性質的路軌伸至顯徑站大堂層。列車需要清洗時，先從列車泊位慢速開動，經過設於其中一條出入線上的列車清洗機，並駛入輔助性質的顯徑站越位軌道，然後調頭駛出。此時列車需以最慢的3km/h速度駛過列車清洗機，多部機器會重覆灑水及洗刷車身，使車身回復清潔。

### 出入線及聯絡線
在車廠近聖母無玷聖心學校下方，有一聯絡線由屯馬綫往顯徑站方向軌道，接駁至東鐵綫南行軌道，可供本線列車由柴油機車牽引下，前往何東樓車廠或（經舊有紅磡站東鐵綫與西鐵綫的聯絡綫，現已停用）八鄉車廠進行大修。（在2009年九龍南綫完工前，需要前往大修的列車會逆行東鐵綫南行線至火炭何東樓車廠；而在2009年至2021年間，列車（包括將重組為八卡的列車）則會經東鐵綫南行線的紅磡站聯絡線，前往八鄉車廠大修及擴編；反之亦然）。而屯馬綫於在2021年全綫通車後，由於列車可以直接經正線前往八鄉車廠大修，此聯絡線只會用作調動柴油機車及工程車。
而在車廠西南角，則有兩條主出入線連接顯徑站正線及大堂層越位軌道；在其中一條出入線近車廠正門平交道上方，則裝有紅外線攝影機，以監察進廠列車集電弓碳滑板部分損耗情況，而同一位置的軌道則裝上車輪及剎車系統檢查裝置。

### 試車線及輾磨機
本車廠共設有兩條試車線，分別與西北一側的出入線，以及最西側的泊位直接相通。其中，位於沙田崇真中學下方、連接泊位的試車線上裝有車輪輾磨機，以便將列車車輪踏面定期拋光。

## 開放活動
由於車廠屬重要的鐵路設施，大部分時間不向公眾開放，但有時會讓預先安排的特定團體參觀。車廠於2007年2月11日曾舉行過開放日。

## 工業意外
2017年5月22日大約凌晨2時15分，大圍車廠近顯徑站一處路軌發生致命工業意外，一名已入職28年的59歲工人被一部工程車壓在車底，當場不治。港鐵對意外表示難過。

## 圖片集

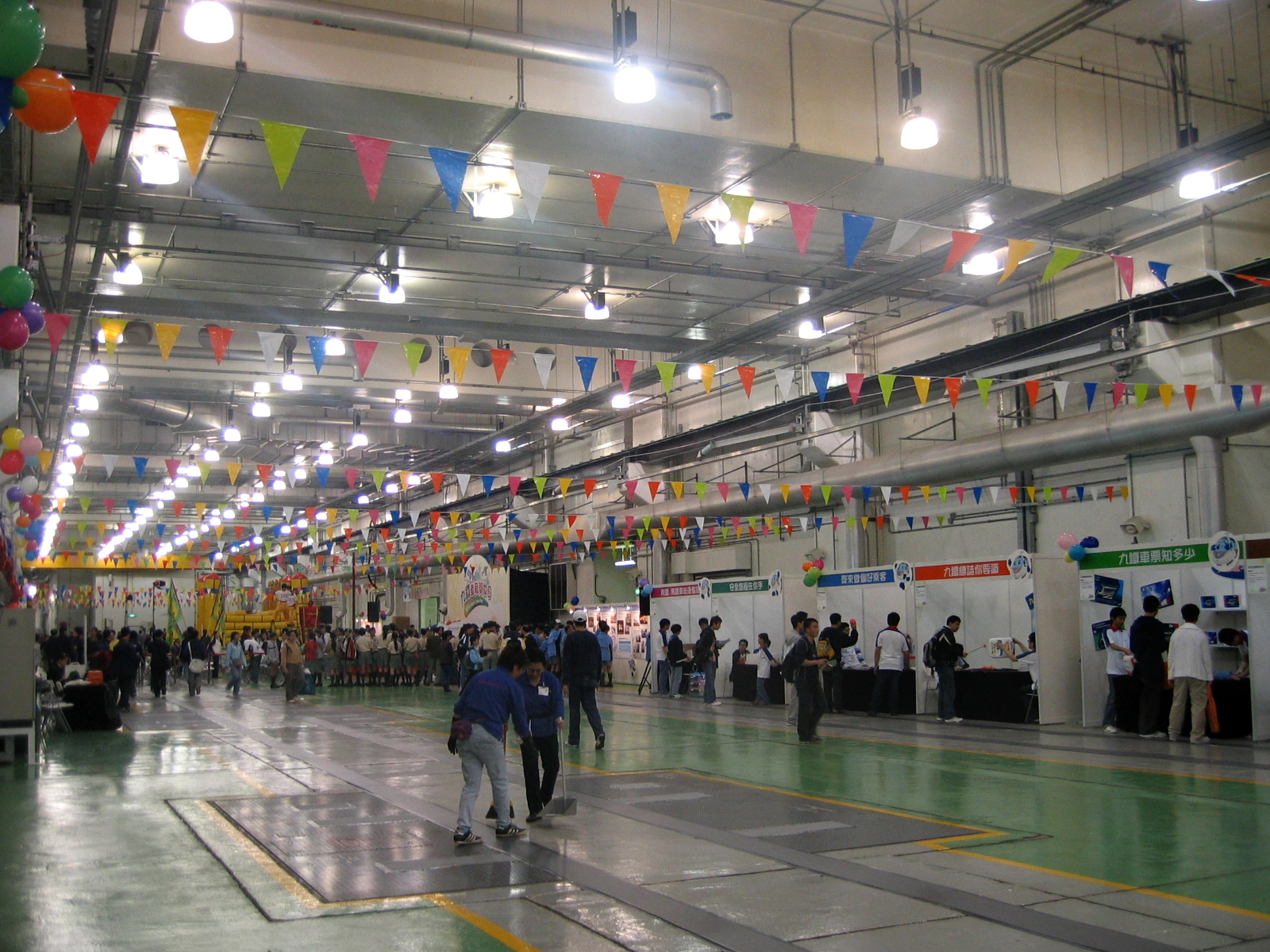
港鐵大圍車廠維修大樓內部
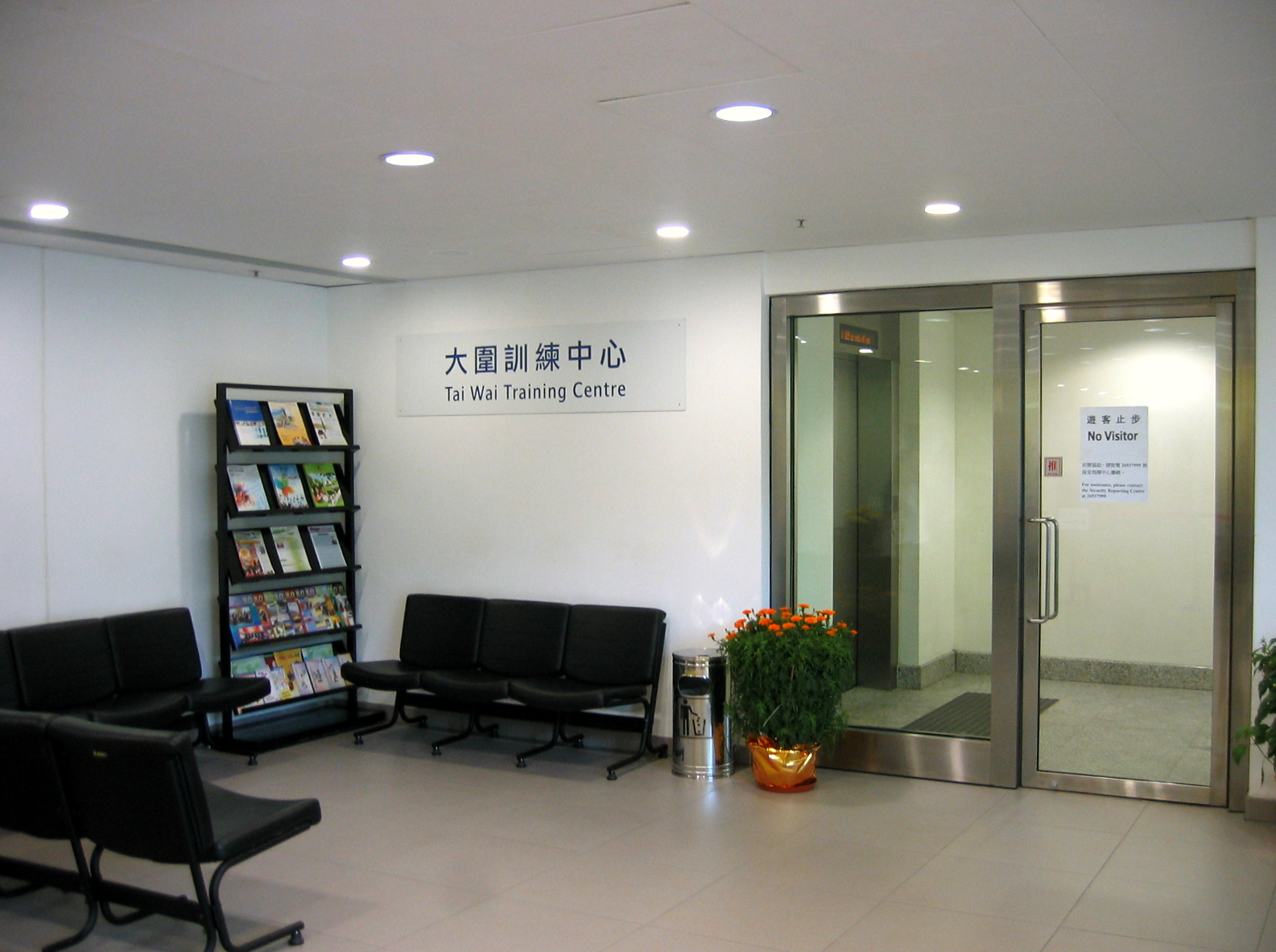
港鐵學院大圍中心，位於車廠大樓1樓
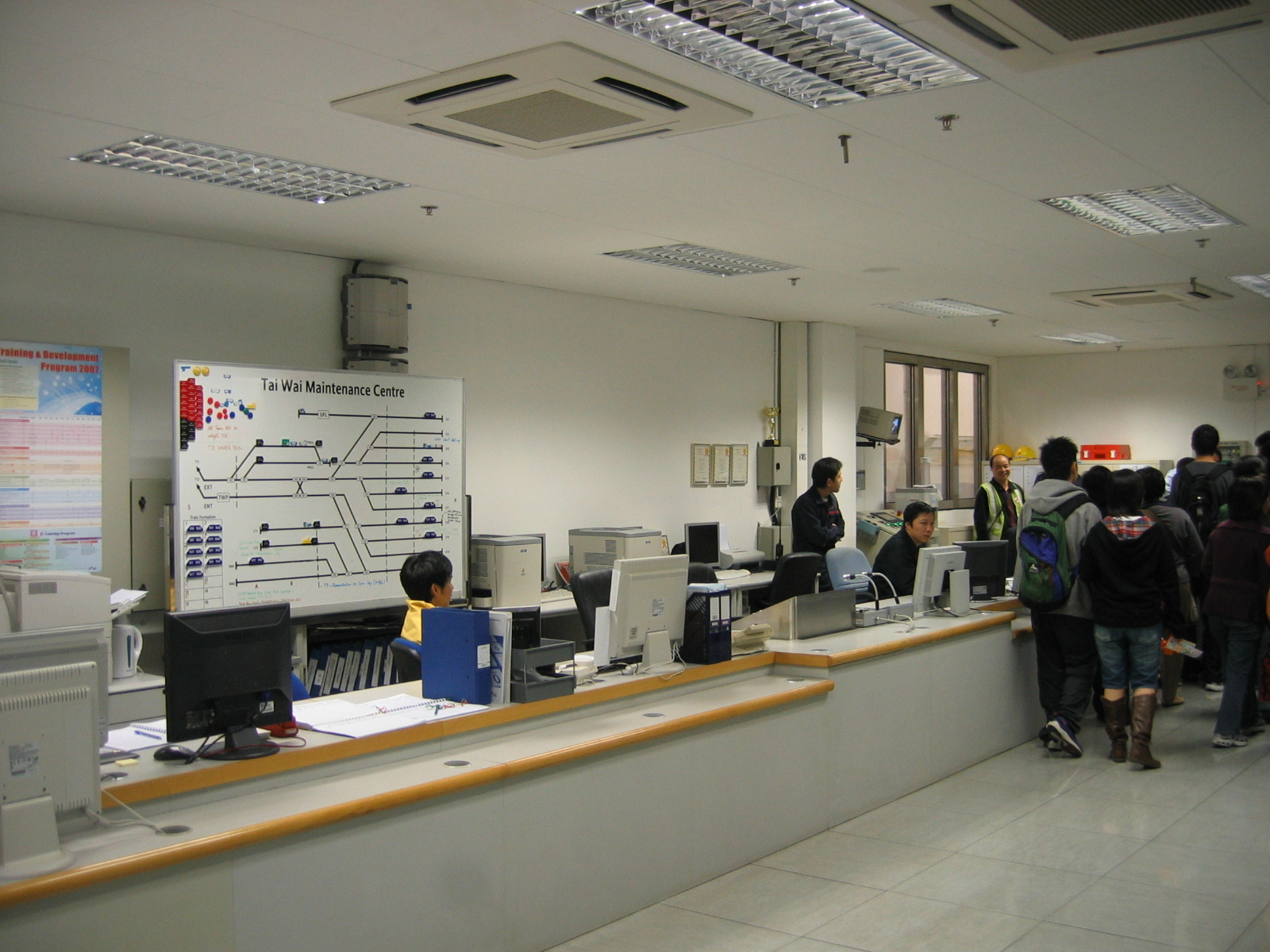
港鐵大圍車廠控制室
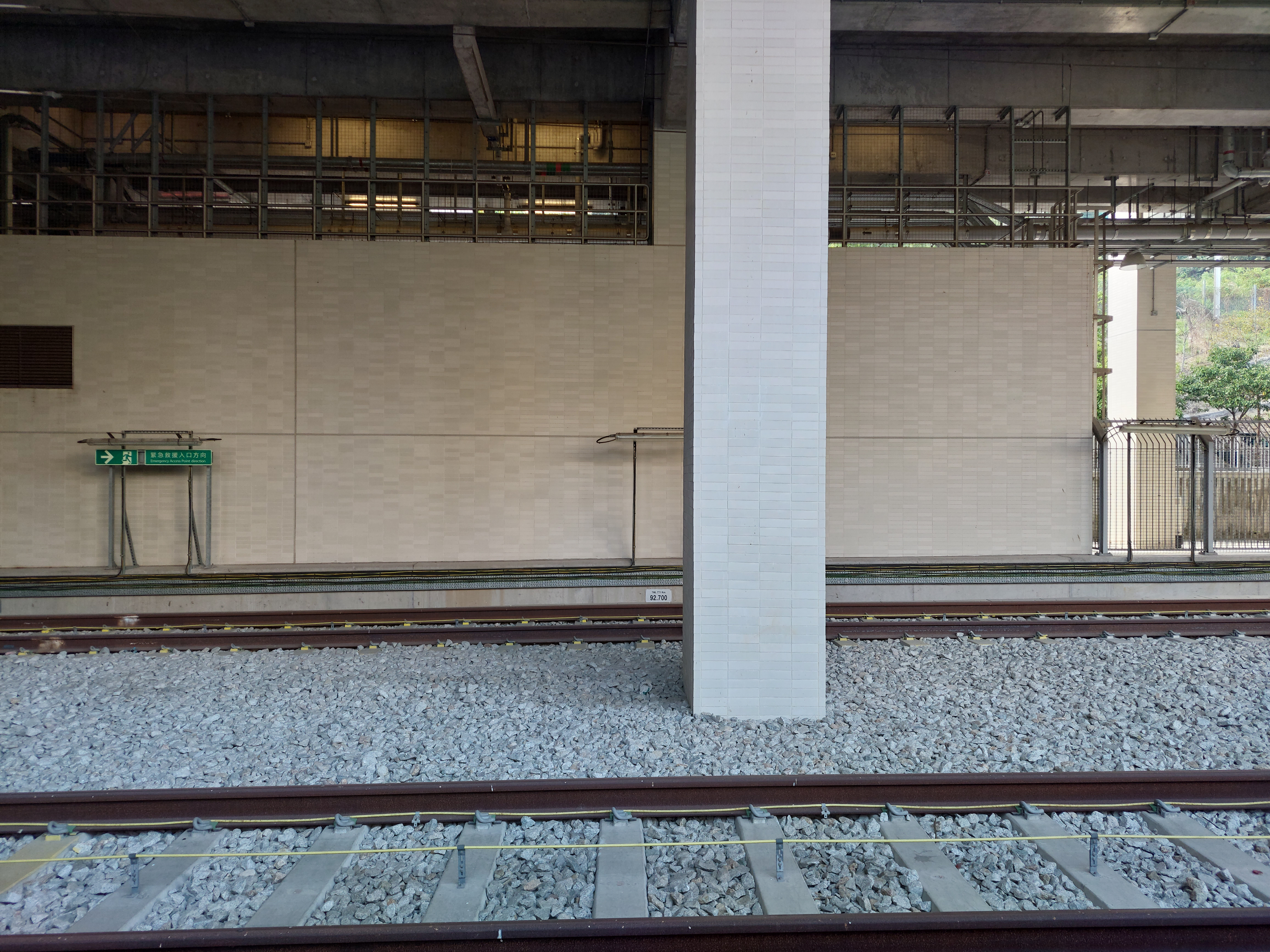
港鐵大圍車廠越位軌道，設於顯徑站大堂層

## 外部連結
- 香港鐵路大典上的相关条目：大圍車廠